# Игра: проникая в тайное сообщество пикаперов
«Игра: Проникновение в тайное общество пикаперов» (англ. The Game: Penetrating the Secret Society of Pickup Artists) — документальная книга 2005 года, написанная журналистом Нилом Страуссом, в которой автор описывает своё погружение в субкультуру сообщества пикаперов.
Книга два месяца находилась в списке бестселлеров The New York Times после публикации и вновь привлекла внимание в 2007 году после выхода реалити-шоу «Мастер соблазнения» на канале VH1, ведущим которого стал Мистери — наставник Штрауса. Первое издание было оформлено в чёрной коже с красной шёлковой закладкой, напоминая Библию. Продолжением стала книга «Правила игры» (2007), сфокусированная на практических советах по соблазнению.

## Сюжет
Страусс случайно обнаруживает сообщество пикаперов во время работы над статьёй. Заинтригованный субкультурой, он начинает участвовать в онлайн-дискуссиях, движимый собственными неудачами в личной жизни. Погружаясь в сообщество, Страусс посещает «боевой тренинг» под руководством Мистери (Mystery). На занятиях участники подходят к женщинам в барах, после чего Мистери и его помощник Синн дают им корректирующие советы по поведению, языку тела и речевым паттернам. Страусс осваивает базовые навыки общения, которые, как он позже отмечает, «должны были преподаваться в обществе с юных лет».
Далее книга описывает этапы превращения Страусса в пикапера (самоидентификация членов сообщества) и получение им псевдонима «Стиль» (Style). Он сближается с ключевыми фигурами сообщества, особенно с Мистери. Значительная часть повествования посвящена методам завоевания превосходства в отношениях. Штраус излагает техники, ориентированные на гетеросексуальных мужчин:
- Подготовка заранее продуманных реплик и «импровизированных» историй для создания впечатления.
- Использование «ложных временных ограничений» (например, «Мне скоро нужно уйти, но…»), чтобы спровоцировать женщину на активное взаимодействие.
- Постепенное увеличение физического контакта (техника «калибровки прикосновений»).

Штраус рассказывает о своём успехе, росте сообщества и жизни в «Проекте Голливуд» — элитном особняке, который он делил с Мистери, Папой, Тайлером Дёрденом, Хербалом и другими членами сообщества. Подробно описывается, как внутренние конфликты и соперничество приводят к распаду проекта, а также основание компании «Real Social Dynamics» Тайлером Дёрденом и Папой. В финале Штраус приходит к выводу, что жизнь, посвящённая только «охоте на женщин», — «удел лузеров», и рекомендует интегрировать методы пикапа в более сбалансированную жизнь. В 2023 году книга была переведена на арабский язык активистом Джарахом.
Отдельно упоминаются эксперименты Штрауса со сном, советы по уходу за внешностью, а также встречи со знаменитостями: Скоттом Бао, Томом Крузом, Энди Диком, Пэрис Хилтон, Кортни Лав, Деннисом Родманом и Бритни Спирс.

## Реакция и критика
В рецензии Стивена Пула из The Guardian цитируется Нил Страусс: «Побочный эффект сарджинга (общения с целью поиска и соблазнения женщин) — снижение уважения к противоположному полу». Однако рецензент парирует: «Но, как видно из описания, обратное верно: именно презрение к женщинам — предпосылка для сарджинга». Другую цитату Страусса Пул приводит как иллюстрацию диссонанса: «Целью были женщины, а результатом — мужчины. Вместо моделей в бикини у бассейна „Проекта Голливуд“ мы получили прыщавых подростков, очкастых бизнесменов, полных студентов, одиноких миллионеров, неудачливых актёров, разочарованных таксистов и программистов — очень много программистов». По мнению критика, книга продаёт идею, что «закоренелые гики, научившись техникам у Мистери, могут имитировать нормальное поведение, даже если по сути они близки к социопатам».
Рафаэль Бер в The Observer отмечает: «Некоторые методы откровенно опасны. Например, „нег“ — скрытый комплимент, подрывающий самооценку женщины, чтобы заставить её добиваться вашего одобрения».
Малкольм Нокс в The Sydney Morning Herald заявляет: «Книга полезна разве что мужчинам с эмоциональным развитием 15-летнего». Он высмеивает прозрение Страусса на 406 странице: «Только мать могла свести амбиции сына к комплексу неполноценности». По мнению Нокса, это очевидно с первых глав. Критик также указывает на провал «Проекта Голливуд» и игнорирование роли женского выбора в книге. Особое внимание уделяется противоречию: «Страусс якобы „проник“ в тайное общество гиков-гуру вроде Мистери, Росса Джеффриса и Тайлера Дёрдена, но те сами рады публичности в Нью-Йорк Таймс».
Александра Джейкобс в The New York Times пишет: «Страусс мечется между женоненавистническими высказываниями и робкими попытками рефлексии». Она также замечает: «Пикаперы больше увлечены общением друг с другом, сбором и обсуждением техник, чем реальным знакомством с женщинами. Назовём их SLB (Scared Little Boys — „испуганные мальчики“)».

## Экранизация
Права на экранизацию приобрели Sony (2006), затем Spyglass Entertainment (2007). По состоянию на 2011 год проект разрабатывался MGM с участием сценаристов Брайана Коппельмана и Дэвида Левьена. В 2016 году Джеймс Франко планировал сыграть Мистери.

## Связанные работы
- «Правила игры» (2007) — практическое руководство по соблазнению.
- «Правда: Неудобная книга о взаимоотношениях» (2015) — продолжение, посвящённое трудностям долгосрочных отношений.